# Hildegarde de France
 (juillet 2013).
Si vous disposez d'ouvrages ou d'articles de référence ou si vous connaissez des sites web de qualité traitant du thème abordé ici, merci de compléter l'article en donnant les références utiles à sa vérifiabilité et en les liant à la section « Notes et références ».
Hildegardenée en 914. Ses parents sont Frédérune (885-917) et Charles III de France (879-929). Elle est le dernier enfant du couple royal.

## Biographie
Elle grandit avec ses sept sœurs.
En 928 alors qu'elle n'a que 14 ans, elle épouse Hugues de Nordgau, qui a 24 ans de plus qu'elle.
Elle meurt en 956, un an après son mari.